# Hungerfordia
Hungerfordia é um género de gastrópode  da família Diplommatinidae.
Este género contém as seguintes espécies:
- Hungerfordia alata (Crosse, 1866)
- Hungerfordia angaurensis K. Yamazaki & Ueshima, 2015
- Hungerfordia aspera K. Yamazaki & Ueshima, 2015
- Hungerfordia aurea (R. H. Beddome, 1889)
- Hungerfordia basodonta K. Yamazaki & Ueshima, 2015
- Hungerfordia brachyptera M. Yamazaki & Ueshima, 2015
- Hungerfordia chilorhytis M. Yamazaki & Ueshima, 2015
- Hungerfordia crassilabris (R. H. Beddome, 1889)
- Hungerfordia crenata K. Yamazaki & Ueshima, 2015
- Hungerfordia echinata K. Yamazaki & Ueshima, 2013
- Hungerfordia elegantissima K. Yamazaki & Ueshima, 2013
- Hungerfordia eurystoma K. Yamazaki & Ueshima, 2015
- Hungerfordia expansilabris K. Yamazaki & Ueshima, 2013
- Hungerfordia fragilipennis M. Yamazaki & Ueshima, 2015
- Hungerfordia gibboni (R. H. Beddome, 1889)
- Hungerfordia globosa M. Yamazaki & Ueshima, 2015
- Hungerfordia goniobasis K. Yamazaki & Ueshima, 2013
- Hungerfordia inflatula (Crosse, 1866)
- Hungerfordia irregularis M. Yamazaki & Ueshima, 2015
- Hungerfordia lamellata (Crosse, 1866)
- Hungerfordia longissima K. Yamazaki & Ueshima, 2015
- Hungerfordia loxodonta K. Yamazaki & Ueshima, 2015
- Hungerfordia lutea (R. H. Beddome, 1889)
- Hungerfordia microbasodonta K. Yamazaki & Ueshima, 2015
- Hungerfordia ngereamensis M. Yamazaki & Ueshima, 2015
- Hungerfordia nodulosa M. Yamazaki & Ueshima, 2015
- Hungerfordia nudicollum K. Yamazaki & Ueshima, 2013
- Hungerfordia omphaloptyx K. Yamazaki & Ueshima, 2015
- Hungerfordia papilio K. Yamazaki & Ueshima, 2013
- Hungerfordia pelewensis R. H. Beddome, 1889
- Hungerfordia polymorpha (Crosse, 1866)
- Hungerfordia pteropurpuroides K. Yamazaki & Ueshima, 2013
- Hungerfordia pyramis (Crosse, 1866)
- Hungerfordia ringens (Crosse, 1866)
- Hungerfordia robiginosa K. Yamazaki & Ueshima, 2015
- Hungerfordia rudicostata K. Yamazaki & Ueshima, 2015
- Hungerfordia spinoscapula K. Yamazaki & Ueshima, 2015
- Hungerfordia spiroperculata M. Yamazaki & Ueshima, 2015
- Hungerfordia subalata K. Yamazaki & Ueshima, 2013
- Hungerfordia triplochilus K. Yamazaki & Ueshima, 2013
- Hungerfordia unisulcata K. Yamazaki & Ueshima, 2015